# Eleições europeias de 2004 (Portugal)
Em Portugal, as eleições para o Parlamento Europeu de 2004, também referidas como eleições parlamentares europeias, saldaram-se por uma grande derrota da coligação de centro-direita e direita, à altura no governo, e uma vitória de todas as forças de esquerda.
Pela primeira vez em eleições de carácter nacional, o Partido Socialista (PS), membro do Partido Socialista Europeu, venceu sozinho os dois maiores partidos de direita — o Partido Social Democrata (PPD/PSD) e o Partido Popular (CDS–PP), coligados na coligação Força Portugal. Estes, por sua vez, obtiveram a votação e a percentagem mais baixa de sempre da história da democracia portuguesa, à época.
A CDU – Coligação Democrática Unitária| (PCP–PEV), entre Partido Comunista Português (PCP) e Partido Ecologista "Os Verdes" (PEV), teve uma pequena descida, mas manteve o mesmo número de deputados.
O Bloco de Esquerda (B.E.), por seu lado, quase triplicou a votação e elegeu pela primeira vez um deputado europeu.
O segundo aspeto mais relevante dos resultados foi a abstenção, uma das mais elevadas da Europa, a atingir os 61,2%. Apesar disso, não subiu muito relativamente às eleições de 1999, ano em que atingiu os 59,7%.

## Partidos
Os partidos ou coligações que elegeram deputados foram os seguintes:
| Partido | Partido                                                                                             | Cabeça-de-Lista       | Afiliação europeia                                |
| ------- | --------------------------------------------------------------------------------------------------- | --------------------- | ------------------------------------------------- |
|         | Partido Socialista                                                                                  | António Costa         | Partido Socialista Europeu                        |
|         | Força Portugal - Partido Social Democrata - Partido Popular                                         | João de Deus Pinheiro | Partido Popular Europeu                           |
|         | CDU – Coligação Democrática Unitária - Partido Comunista Português - Partido Ecologista "Os Verdes" | Ilda Figueiredo       | Esquerda Unitária Europeia/Esquerda Nórdica Verde |
|         | Bloco de Esquerda                                                                                   | Miguel Portas         | Esquerda Anticapitalista Europeia                 |

## Resultados Nacionais
| Partido                                                                       | Partido                                         | Votos     | %               | +/-     | Deputados | +/-     |
| ----------------------------------------------------------------------------- | ----------------------------------------------- | --------- | --------------- | ------- | --------- | ------- |
|                                                                               | Partido Socialista                              | 1 516 001 | 44,53 / 100,00  | 1,46    | 12 / 24   | Estável |
|                                                                               | Força Portugal (a)                              | 1 132 769 | 33,27 / 100,00  | 6,00    | 9 / 24    | 2       |
|                                                                               | CDU – Coligação Democrática Unitária (b)        | 309 401   | 9,09 / 100,00   | 1,23    | 2 / 24    | Estável |
|                                                                               | Bloco de Esquerda                               | 167 313   | 4,91 / 100,00   | 3,12    | 1 / 24    | 1       |
|                                                                               | Partido Comunista dos Trabalhadores Portugueses | 36 294    | 1,07 / 100,00   | 0,19    | 0 / 24    | Estável |
|                                                                               | Nova Democracia                                 | 33 833    | 0,99 / 100,00   | Novo    | 0 / 24    | Novo    |
|                                                                               | Partido Popular Monárquico                      | 15 454    | 0,45 / 100,00   | 0,02    | 0 / 24    | Estável |
|                                                                               | Movimento pelo Doente                           | 13 840    | 0,41 / 100,00   | Novo    | 0 / 24    | Novo    |
|                                                                               | MPT – Partido da Terra                          | 13 671    | 0,40 / 100,00   | Estável | 0 / 24    | Estável |
|                                                                               | Partido Humanista                               | 13 272    | 0,39 / 100,00   | Novo    | 0 / 24    | Novo    |
|                                                                               | Partido Nacional Renovador                      | 8 405     | 0,25 / 100,00   | Novo    | 0 / 24    | Novo    |
|                                                                               | Partido Democrático do Atlântico                | 5 588     | 0,16 / 100,00   | 0,01    | 0 / 24    | Estável |
|                                                                               | Partido Operário de Unidade Socialista          | 4 275     | 0,13 / 100,00   | 0,03    | 0 / 24    | Estável |
| Votos inválidos                                                               | Votos inválidos                                 | 134 666   | 3,96 / 100,00   | 0,69    |           |         |
| Total                                                                         | Total                                           | 3 404 782 | 100,00 / 100,00 |         | 24 / 24   | 1       |
| Eleitorado/Participação                                                       | Eleitorado/Participação                         | 8 821 456 | 38,60 / 100,00  | 1,33    |           |         |
| Fonte                                                                         | Fonte                                           | [ 1 ]     | [ 1 ]           | [ 1 ]   | [ 1 ]     | [ 1 ]   |
| (a) Coligação ad hoc entre PPD/PSD (7 deputados) e CDS–PP (2 eurodeputados).  |                                                 |           |                 |         |           |         |
| (b) Coligação permanente entre PCP (2 eurodeputados) e PEV (0 eurodeputados). |                                                 |           |                 |         |           |         |

## Deputados eleitos

### Partido Socialista(PS)
- António Luís Santos Costa
- Ana Maria Rosa Martins Gomes
- Francisco José Pereira de Assis Miranda
- Elisa Maria da Costa Guimarães Ferreira
- José Paulo Martins Casaca
- Sérgio Paulo Mendes de Sousa Pinto
- Fausto de Sousa Correia
- Edite de Fátima Santos Marreiros Estrela
- Luís Manuel Capoulas Santos
- Jamila Bárbara Madeira e Madeira
- Emanuel Vasconcelos Jardim Fernandes
- Manuel António dos Santos

### Força Portugal(PPD/PSD.CDS–PP)
- João de Deus Rogado Salvador Pinheiro
- Vasco Navarro da Graça Moura
- Maria da Assunção Andrade Esteves
- Luís Afonso Cortez Rodrigues Queiró
- José Albino da Silva Peneda
- Mário Sérgio Quaresma Gonçalves Marques
- Duarte Nuno D'Ávila Martins de Freitas
- Carlos Miguel Maximiano de Almeida Coelho
- José Duarte de Almeida Ribeiro e Castro

### CDU – Coligação Democrática Unitária(PCP–PEV)
- Maria Ilda da Costa Figueiredo
- Sérgio José Ferreira Ribeiro.

### Bloco de Esquerda(B.E.)
- Miguel Sacadura Cabral Portas.

## Resultados por círculo eleitoral (tabela)
Apenas estão indicados os partidos que tiveram pelo menos 1,00% dos votos expressos:

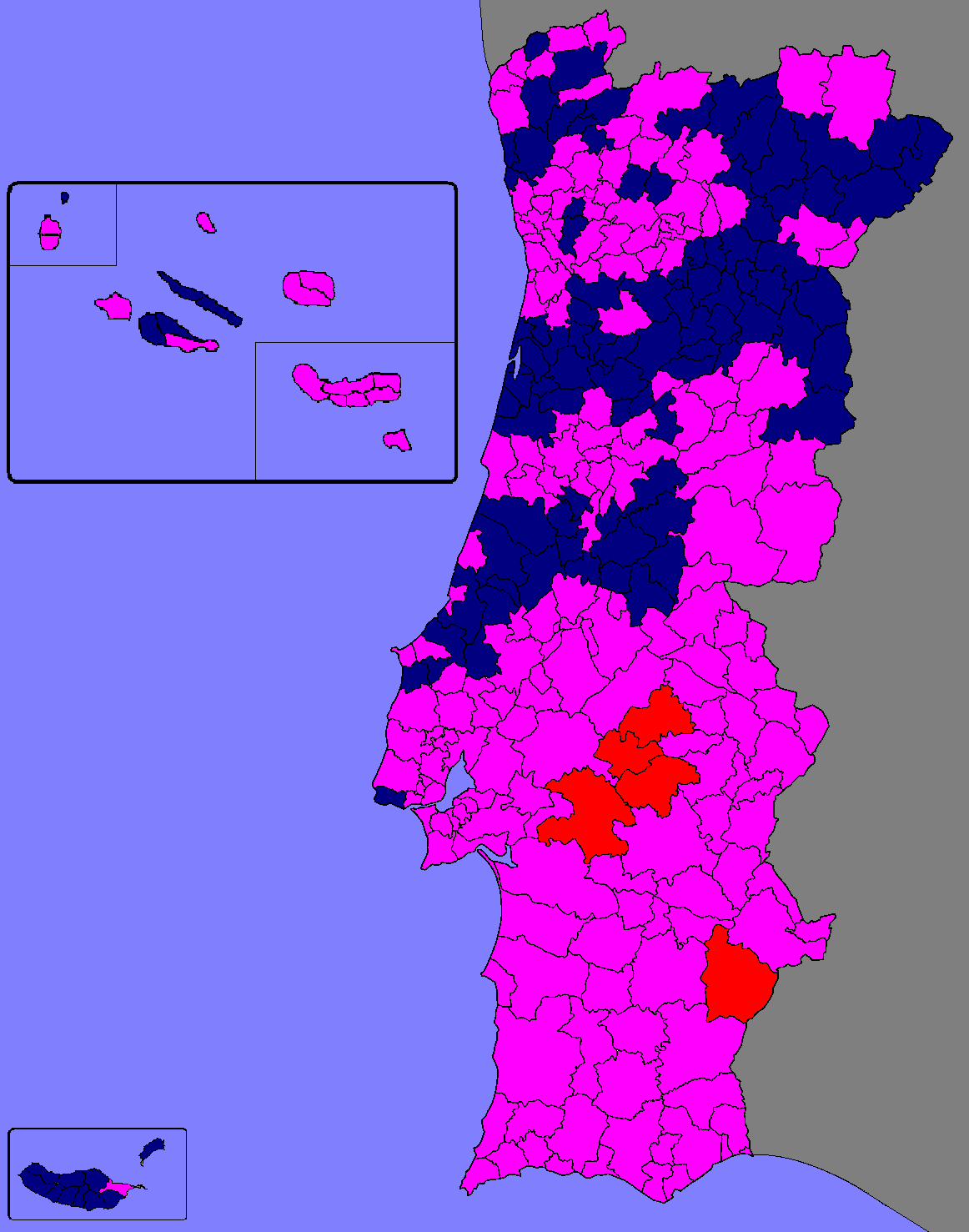
Rosa – PS;
Azul escuro – PPD/PSD.CDS–PP;
Vermelho – PCP–PEV.

| Círculo eleitoral | %     | %              | %       | %    | %         | Votantes  |
| Círculo eleitoral | PS    | PPD/PSD.CDS–PP | PCP–PEV | B.E. | PCTP/MRPP | Votantes  |
| ----------------- | ----- | -------------- | ------- | ---- | --------- | --------- |
| Açores            | 49,31 | 40,95          | 1,67    | 1,85 | 0,49      | 58 132    |
| Aveiro            | 42,45 | 41,41          | 3,98    | 3,59 | 0,75      | 222 125   |
| Beja              | 45,43 | 13,52          | 29,47   | 3,25 | 3,15      | 52 299    |
| Braga             | 46,19 | 38,50          | 4,92    | 2,95 | 0,86      | 282 890   |
| Bragança          | 40,49 | 46,12          | 2,71    | 2,09 | 0,80      | 47 290    |
| Castelo Branco    | 51,28 | 32,12          | 4,96    | 3,12 | 1,07      | 73 978    |
| Coimbra           | 48,46 | 32,43          | 5,99    | 4,92 | 0,87      | 137 485   |
| Évora             | 44,54 | 18,28          | 26,57   | 3,32 | 2,59      | 57 337    |
| Faro              | 49,34 | 27,63          | 7,84    | 5,80 | 1,20      | 103 904   |
| Guarda            | 44,79 | 40,18          | 3,13    | 2,60 | 0,86      | 61 841    |
| Leiria            | 36,61 | 44,33          | 5,29    | 4,27 | 0,76      | 138 293   |
| Lisboa            | 43,71 | 29,09          | 11,56   | 7,61 | 1,01      | 738 731   |
| Madeira           | 30,60 | 50,27          | 4,78    | 3,16 | 1,20      | 104 091   |
| Portalegre        | 51,09 | 22,94          | 15,51   | 2,67 | 1,87      | 41 411    |
| Porto             | 48,46 | 32,79          | 6,48    | 4,80 | 0,86      | 599 554   |
| Santarém          | 44,79 | 31,25          | 10,40   | 4,48 | 1,33      | 147 253   |
| Setúbal           | 42,71 | 17,39          | 24,90   | 7,24 | 1,75      | 256 654   |
| Viana do Castelo  | 42,32 | 40,21          | 5,01    | 3,48 | 0,91      | 82 650    |
| Vila Real         | 42,66 | 44,38          | 2,73    | 2,27 | 0,84      | 74 149    |
| Viseu             | 40,58 | 45,19          | 2,50    | 2,89 | 0,70      | 114 289   |
| Estrangeiro       | 45,99 | 34,68          | 4,15    | 1,87 | 1,05      | 13 193    |
| Portugal          | 44,53 | 33,27          | 9,09    | 4,91 | 1,07      | 3 404 782 |

## Resultados por círculo eleitoral

### Açores
| Partido                 | Partido                              | Votos   | %               | +/-  |
| ----------------------- | ------------------------------------ | ------- | --------------- | ---- |
|                         | Partido Socialista                   | 28 662  | 49,31 / 100,00  | 1,48 |
|                         | Força Portugal                       | 23 804  | 40,95 / 100,00  | 3,45 |
|                         | Bloco de Esquerda                    | 1 075   | 1,85 / 100,00   | 0,99 |
|                         | CDU – Coligação Democrática Unitária | 970     | 1,67 / 100,00   | 0,61 |
|                         | outros                               | 1 872   | 3,22 / 100,00   |      |
| Votos inválidos         | Votos inválidos                      | 1 749   | 3,01 / 100,00   | 0,58 |
| Total                   | Total                                | 58 132  | 100,00 / 100,00 |      |
| Eleitorado/Participação | Eleitorado/Participação              | 189 030 | 30,75 / 100,00  | 0,14 |

### Aveiro
| Partido                 | Partido                              | Votos   | %               | +/-  |
| ----------------------- | ------------------------------------ | ------- | --------------- | ---- |
|                         | Partido Socialista                   | 94 295  | 42,45 / 100,00  | 1,97 |
|                         | Força Portugal                       | 91 989  | 41,41 / 100,00  | 8,27 |
|                         | CDU – Coligação Democrática Unitária | 8 851   | 3,98 / 100,00   | 0,08 |
|                         | Bloco de Esquerda                    | 7 977   | 3,59 / 100,00   | 2,42 |
|                         | Nova Democracia                      | 2 588   | 1,17 / 100,00   | Novo |
|                         | outros                               | 6 380   | 2,86 / 100,00   |      |
| Votos inválidos         | Votos inválidos                      | 10 045  | 4,53 / 100,00   | 1,60 |
| Total                   | Total                                | 222 125 | 100,00 / 100,00 |      |
| Eleitorado/Participação | Eleitorado/Participação              | 585 111 | 37,96 / 100,00  | 1,38 |

### Beja
| Partido                 | Partido                                         | Votos   | %               | +/-  |
| ----------------------- | ----------------------------------------------- | ------- | --------------- | ---- |
|                         | Partido Socialista                              | 23 758  | 45,43 / 100,00  | 0,62 |
|                         | CDU – Coligação Democrática Unitária            | 15 412  | 29,47 / 100,00  | 1,45 |
|                         | Força Portugal                                  | 7 072   | 13,52 / 100,00  | 1,92 |
|                         | Bloco de Esquerda                               | 1 698   | 3,25 / 100,00   | 1,95 |
|                         | Partido Comunista dos Trabalhadores Portugueses | 1 645   | 3,15 / 100,00   | 0,22 |
|                         | outros                                          | 1 052   | 2,00 / 100,00   |      |
| Votos inválidos         | Votos inválidos                                 | 1 662   | 3,18 / 100,00   | 0,06 |
| Total                   | Total                                           | 52 299  | 100,00 / 100,00 |      |
| Eleitorado/Participação | Eleitorado/Participação                         | 139 085 | 37,60 / 100,00  | 2,17 |

### Braga
| Partido                 | Partido                              | Votos   | %               | +/-  |
| ----------------------- | ------------------------------------ | ------- | --------------- | ---- |
|                         | Partido Socialista                   | 130 675 | 46,19 / 100,00  | 1,91 |
|                         | Força Portugal                       | 108 903 | 38,50 / 100,00  | 6,92 |
|                         | CDU – Coligação Democrática Unitária | 13 906  | 4,92 / 100,00   | 0,37 |
|                         | Bloco de Esquerda                    | 8 349   | 2,95 / 100,00   | 2,01 |
|                         | Nova Democracia                      | 3 792   | 1,34 / 100,00   | Novo |
|                         | outros                               | 8 423   | 2,97 / 100,00   |      |
| Votos inválidos         | Votos inválidos                      | 8 842   | 3,13 / 100,00   | 0,91 |
| Total                   | Total                                | 282 890 | 100,00 / 100,00 |      |
| Eleitorado/Participação | Eleitorado/Participação              | 682 589 | 41,44 / 100,00  | 2,48 |

### Bragança
| Partido                 | Partido                              | Votos   | %               | +/-  |
| ----------------------- | ------------------------------------ | ------- | --------------- | ---- |
|                         | Força Portugal                       | 21 811  | 46,12 / 100,00  | 5,85 |
|                         | Partido Socialista                   | 19 146  | 40,49 / 100,00  | 2,04 |
|                         | CDU – Coligação Democrática Unitária | 1 282   | 2,71 / 100,00   | 0,61 |
|                         | Bloco de Esquerda                    | 989     | 2,09 / 100,00   | 1,49 |
|                         | Nova Democracia                      | 514     | 1,09 / 100,00   | Novo |
|                         | outros                               | 1 601   | 3,39 / 100,00   |      |
| Votos inválidos         | Votos inválidos                      | 1 947   | 4,12 / 100,00   | 0,91 |
| Total                   | Total                                | 47 290  | 100,00 / 100,00 |      |
| Eleitorado/Participação | Eleitorado/Participação              | 149 188 | 31,70 / 100,00  | 1,74 |

### Castelo Branco
| Partido                 | Partido                                         | Votos   | %               | +/-  |
| ----------------------- | ----------------------------------------------- | ------- | --------------- | ---- |
|                         | Partido Socialista                              | 37 936  | 51,28 / 100,00  | 2,85 |
|                         | Força Portugal                                  | 23 765  | 32,12 / 100,00  | 7,09 |
|                         | CDU – Coligação Democrática Unitária            | 3 673   | 4,96 / 100,00   | 0,74 |
|                         | Bloco de Esquerda                               | 2 307   | 3,12 / 100,00   | 2,16 |
|                         | Partido Comunista dos Trabalhadores Portugueses | 793     | 1,07 / 100,00   | 0,29 |
|                         | outros                                          | 2 214   | 2,98 / 100,00   |      |
| Votos inválidos         | Votos inválidos                                 | 3 290   | 4,45 / 100,00   | 1,12 |
| Total                   | Total                                           | 73 978  | 100,00 / 100,00 |      |
| Eleitorado/Participação | Eleitorado/Participação                         | 188 605 | 39,22 / 100,00  | 2,93 |

### Coimbra
| Partido                 | Partido                              | Votos   | %               | +/-  |
| ----------------------- | ------------------------------------ | ------- | --------------- | ---- |
|                         | Partido Socialista                   | 66 622  | 48,46 / 100,00  | 0,74 |
|                         | Força Portugal                       | 44 592  | 32,43 / 100,00  | 5,78 |
|                         | CDU – Coligação Democrática Unitária | 8 239   | 5,99 / 100,00   | 0,69 |
|                         | Bloco de Esquerda                    | 6 768   | 4,92 / 100,00   | 3,04 |
|                         | outros                               | 4 699   | 3,41 / 100,00   |      |
| Votos inválidos         | Votos inválidos                      | 6 565   | 4,78 / 100,00   | 1,15 |
| Total                   | Total                                | 137 485 | 100,00 / 100,00 |      |
| Eleitorado/Participação | Eleitorado/Participação              | 376 238 | 36,54 / 100,00  | 2,38 |

### Évora
| Partido                 | Partido                                         | Votos   | %               | +/-  |
| ----------------------- | ----------------------------------------------- | ------- | --------------- | ---- |
|                         | Partido Socialista                              | 25 540  | 44,54 / 100,00  | 2,29 |
|                         | CDU – Coligação Democrática Unitária            | 15 232  | 26,57 / 100,00  | 1,62 |
|                         | Força Portugal                                  | 10 479  | 18,28 / 100,00  | 3,19 |
|                         | Bloco de Esquerda                               | 1 901   | 3,32 / 100,00   | 1,89 |
|                         | Partido Comunista dos Trabalhadores Portugueses | 1 486   | 2,59 / 100,00   | 0,32 |
|                         | outros                                          | 1 140   | 1,99 / 100,00   |      |
| Votos inválidos         | Votos inválidos                                 | 1 559   | 2,72 / 100,00   | 0,37 |
| Total                   | Total                                           | 57 337  | 100,00 / 100,00 |      |
| Eleitorado/Participação | Eleitorado/Participação                         | 146 068 | 39,25 / 100,00  | 2,10 |

### Faro
| Partido                 | Partido                                         | Votos   | %               | +/-  |
| ----------------------- | ----------------------------------------------- | ------- | --------------- | ---- |
|                         | Partido Socialista                              | 51 271  | 49,34 / 100,00  | 0,58 |
|                         | Força Portugal                                  | 28 708  | 27,63 / 100,00  | 5,48 |
|                         | CDU – Coligação Democrática Unitária            | 8 148   | 7,84 / 100,00   | 1,30 |
|                         | Bloco de Esquerda                               | 6 025   | 5,80 / 100,00   | 3,99 |
|                         | Partido Comunista dos Trabalhadores Portugueses | 1 243   | 1,20 / 100,00   | 0,04 |
|                         | outros                                          | 3 608   | 3,47 / 100,00   |      |
| Votos inválidos         | Votos inválidos                                 | 4 901   | 4,72 / 100,00   | 0,52 |
| Total                   | Total                                           | 103 904 | 100,00 / 100,00 |      |
| Eleitorado/Participação | Eleitorado/Participação                         | 323 872 | 32,08 / 100,00  | 4,40 |

### Guarda
| Partido                 | Partido                              | Votos   | %               | +/-  |
| ----------------------- | ------------------------------------ | ------- | --------------- | ---- |
|                         | Partido Socialista                   | 27 698  | 44,79 / 100,00  | 2,66 |
|                         | Força Portugal                       | 24 847  | 40,18 / 100,00  | 4,59 |
|                         | CDU – Coligação Democrática Unitária | 1 936   | 3,13 / 100,00   | 0,26 |
|                         | Bloco de Esquerda                    | 1 608   | 2,60 / 100,00   | 1,80 |
|                         | outros                               | 2 894   | 4,68 / 100,00   |      |
| Votos inválidos         | Votos inválidos                      | 2 858   | 4,62 / 100,00   | 1,05 |
| Total                   | Total                                | 61 841  | 100,00 / 100,00 |      |
| Eleitorado/Participação | Eleitorado/Participação              | 168 890 | 36,62 / 100,00  | 3,99 |

### Leiria
| Partido                 | Partido                              | Votos   | %               | +/-  |
| ----------------------- | ------------------------------------ | ------- | --------------- | ---- |
|                         | Força Portugal                       | 61 310  | 44,33 / 100,00  | 6,01 |
|                         | Partido Socialista                   | 50 627  | 36,61 / 100,00  | 0,43 |
|                         | CDU – Coligação Democrática Unitária | 7 312   | 5,29 / 100,00   | 0,34 |
|                         | Bloco de Esquerda                    | 5 905   | 4,27 / 100,00   | 2,97 |
|                         | Nova Democracia                      | 1 510   | 1,09 / 100,00   | Novo |
|                         | outros                               | 4 335   | 3,13 / 100,00   |      |
| Votos inválidos         | Votos inválidos                      | 7 294   | 5,28 / 100,00   | 1,57 |
| Total                   | Total                                | 138 293 | 100,00 / 100,00 |      |
| Eleitorado/Participação | Eleitorado/Participação              | 381 929 | 36,21 / 100,00  | 2,32 |

### Lisboa
| Partido                 | Partido                                         | Votos     | %               | +/-  |
| ----------------------- | ----------------------------------------------- | --------- | --------------- | ---- |
|                         | Partido Socialista                              | 322 905   | 43,71 / 100,00  | 1,54 |
|                         | Força Portugal                                  | 214 921   | 29,09 / 100,00  | 5,11 |
|                         | CDU – Coligação Democrática Unitária            | 85 432    | 11,56 / 100,00  | 2,56 |
|                         | Bloco de Esquerda                               | 56 237    | 7,61 / 100,00   | 4,37 |
|                         | Partido Comunista dos Trabalhadores Portugueses | 7 456     | 1,01 / 100,00   | 0,03 |
|                         | outros                                          | 23 220    | 3,14 / 100,00   |      |
| Votos inválidos         | Votos inválidos                                 | 28 560    | 3,86 / 100,00   | 0,20 |
| Total                   | Total                                           | 738 731   | 100,00 / 100,00 |      |
| Eleitorado/Participação | Eleitorado/Participação                         | 1 794 967 | 41,16 / 100,00  | 0,12 |

### Madeira
| Partido                 | Partido                                         | Votos   | %               | +/-  |
| ----------------------- | ----------------------------------------------- | ------- | --------------- | ---- |
|                         | Força Portugal                                  | 52 331  | 50,27 / 100,00  | 9,63 |
|                         | Partido Socialista                              | 31 853  | 30,60 / 100,00  | 1,57 |
|                         | CDU – Coligação Democrática Unitária            | 4 977   | 4,78 / 100,00   | 1,56 |
|                         | Bloco de Esquerda                               | 3 286   | 3,16 / 100,00   | 2,15 |
|                         | Nova Democracia                                 | 1 280   | 1,23 / 100,00   | Novo |
|                         | Partido Comunista dos Trabalhadores Portugueses | 1 252   | 1,20 / 100,00   | 0,50 |
|                         | outros                                          | 4 338   | 4,16 / 100,00   |      |
| Votos inválidos         | Votos inválidos                                 | 4 774   | 4,59 / 100,00   | 0,55 |
| Total                   | Total                                           | 104 091 | 100,00 / 100,00 |      |
| Eleitorado/Participação | Eleitorado/Participação                         | 226 831 | 45,89 / 100,00  | 1,23 |

### Portalegre
| Partido                 | Partido                                         | Votos   | %               | +/-  |
| ----------------------- | ----------------------------------------------- | ------- | --------------- | ---- |
|                         | Partido Socialista                              | 21 158  | 51,09 / 100,00  | 2,14 |
|                         | Força Portugal                                  | 9 501   | 22,94 / 100,00  | 3,93 |
|                         | CDU – Coligação Democrática Unitária            | 6 423   | 15,51 / 100,00  | 1,49 |
|                         | Bloco de Esquerda                               | 1 104   | 2,67 / 100,00   | 1,78 |
|                         | Partido Comunista dos Trabalhadores Portugueses | 774     | 1,87 / 100,00   | 0,10 |
|                         | outros                                          | 974     | 2,34 / 100,00   |      |
| Votos inválidos         | Votos inválidos                                 | 1 477   | 3,56 / 100,00   | 0,34 |
| Total                   | Total                                           | 41 411  | 100,00 / 100,00 |      |
| Eleitorado/Participação | Eleitorado/Participação                         | 108 740 | 38,06 / 100,00  | 3,24 |

### Porto
| Partido                 | Partido                              | Votos     | %               | +/-  |
| ----------------------- | ------------------------------------ | --------- | --------------- | ---- |
|                         | Partido Socialista                   | 290 521   | 48,46 / 100,00  | 1,33 |
|                         | Força Portugal                       | 196 611   | 32,79 / 100,00  | 6,36 |
|                         | CDU – Coligação Democrática Unitária | 38 851    | 6,48 / 100,00   | 1,37 |
|                         | Bloco de Esquerda                    | 28 753    | 4,80 / 100,00   | 3,29 |
|                         | Nova Democracia                      | 6 682     | 1,11 / 100,00   | Novo |
|                         | outros                               | 16 145    | 2,68 / 100,00   |      |
| Votos inválidos         | Votos inválidos                      | 22 011    | 3,67 / 100,00   | 0,98 |
| Total                   | Total                                | 599 554   | 100,00 / 100,00 |      |
| Eleitorado/Participação | Eleitorado/Participação              | 1 440 033 | 41,63 / 100,00  | 0,20 |

### Santarém
| Partido                 | Partido                                         | Votos   | %               | +/-  |
| ----------------------- | ----------------------------------------------- | ------- | --------------- | ---- |
|                         | Partido Socialista                              | 65 951  | 44,79 / 100,00  | 0,21 |
|                         | Força Portugal                                  | 46 022  | 31,25 / 100,00  | 4,94 |
|                         | CDU – Coligação Democrática Unitária            | 15 309  | 10,40 / 100,00  | 0,75 |
|                         | Bloco de Esquerda                               | 6 603   | 4,48 / 100,00   | 3,02 |
|                         | Partido Comunista dos Trabalhadores Portugueses | 1 962   | 1,33 / 100,00   | 0,22 |
|                         | outros                                          | 4 595   | 3,12 / 100,00   |      |
| Votos inválidos         | Votos inválidos                                 | 6 811   | 4,62 / 100,00   | 0,60 |
| Total                   | Total                                           | 147 253 | 100,00 / 100,00 |      |
| Eleitorado/Participação | Eleitorado/Participação                         | 387 905 | 37,96 / 100,00  | 2,32 |

### Setúbal
| Partido                 | Partido                                         | Votos   | %               | +/-  |
| ----------------------- | ----------------------------------------------- | ------- | --------------- | ---- |
|                         | Partido Socialista                              | 109 607 | 42,71 / 100,00  | 1,45 |
|                         | CDU – Coligação Democrática Unitária            | 63 897  | 24,90 / 100,00  | 2,58 |
|                         | Força Portugal                                  | 44 621  | 17,39 / 100,00  | 4,16 |
|                         | Bloco de Esquerda                               | 18 592  | 7,24 / 100,00   | 4,52 |
|                         | Partido Comunista dos Trabalhadores Portugueses | 4 481   | 1,75 / 100,00   | 0,25 |
|                         | outros                                          | 6 474   | 2,52 / 100,00   |      |
| Votos inválidos         | Votos inválidos                                 | 8 982   | 3,50 / 100,00   | 0,55 |
| Total                   | Total                                           | 256 654 | 100,00 / 100,00 |      |
| Eleitorado/Participação | Eleitorado/Participação                         | 657 088 | 39,06 / 100,00  | 0,61 |

### Viana do Castelo
| Partido                 | Partido                              | Votos   | %               | +/-  |
| ----------------------- | ------------------------------------ | ------- | --------------- | ---- |
|                         | Partido Socialista                   | 34 976  | 42,32 / 100,00  | 3,12 |
|                         | Força Portugal                       | 33 232  | 40,21 / 100,00  | 8,98 |
|                         | CDU – Coligação Democrática Unitária | 4 140   | 5,01 / 100,00   | 0,59 |
|                         | Bloco de Esquerda                    | 2 874   | 3,48 / 100,00   | 2,45 |
|                         | Nova Democracia                      | 1 130   | 1,37 / 100,00   | Novo |
|                         | outros                               | 3 083   | 3,74 / 100,00   |      |
| Votos inválidos         | Votos inválidos                      | 3 215   | 3,89 / 100,00   | 1,15 |
| Total                   | Total                                | 82 650  | 100,00 / 100,00 |      |
| Eleitorado/Participação | Eleitorado/Participação              | 230 486 | 35,86 / 100,00  | 4,68 |

### Vila Real
| Partido                 | Partido                              | Votos   | %               | +/-  |
| ----------------------- | ------------------------------------ | ------- | --------------- | ---- |
|                         | Força Portugal                       | 32 909  | 44,38 / 100,00  | 6,88 |
|                         | Partido Socialista                   | 31 632  | 42,66 / 100,00  | 2,52 |
|                         | CDU – Coligação Democrática Unitária | 2 022   | 2,73 / 100,00   | 0,50 |
|                         | Bloco de Esquerda                    | 1 681   | 2,27 / 100,00   | 1,57 |
|                         | outros                               | 3 246   | 4,37 / 100,00   |      |
| Votos inválidos         | Votos inválidos                      | 2 659   | 3,58 / 100,00   | 0,98 |
| Total                   | Total                                | 74 149  | 100,00 / 100,00 |      |
| Eleitorado/Participação | Eleitorado/Participação              | 219 779 | 33,74 / 100,00  | 4,79 |

### Viseu
| Partido                 | Partido                              | Votos   | %               | +/-  |
| ----------------------- | ------------------------------------ | ------- | --------------- | ---- |
|                         | Força Portugal                       | 51 644  | 45,19 / 100,00  | 7,83 |
|                         | Partido Socialista                   | 46 381  | 40,58 / 100,00  | 1,20 |
|                         | Bloco de Esquerda                    | 3 3307  | 2,89 / 100,00   | 1,93 |
|                         | CDU – Coligação Democrática Unitária | 2 861   | 2,50 / 100,00   | 0,08 |
|                         | Nova Democracia                      | 1 158   | 1,01 / 100,00   | Novo |
|                         | outros                               | 3 602   | 3,15 / 100,00   |      |
| Votos inválidos         | Votos inválidos                      | 5 336   | 4,67 / 100,00   | 1,48 |
| Total                   | Total                                | 114 289 | 100,00 / 100,00 |      |
| Eleitorado/Participação | Eleitorado/Participação              | 352 166 | 32,45 / 100,00  | 3,78 |

| Eleições parlamentares europeias de 2004 em Portugal Distritos: Aveiro \| Beja \| Braga \| Bragança \| Castelo Branco \| Coimbra \| Évora \| Faro \| Guarda \| Leiria \| Lisboa \| Portalegre \| Porto \| Santarém \| Setúbal \| Viana do Castelo \| Vila Real \| Viseu \| Açores \| Madeira \| Estrangeiro |